# Château de Tarasp
Le château de Tarasp (en allemand : Schloss Tarasp, en romanche : Chastè da Tarasp) est un château fort de Suisse, situé au sommet d'une colline rocheuse qui surplombe l'ancienne commune de Tarasp (aujourd'hui Scuol), en Basse-Engadine, dont c'est l'emblème, dans le canton des Grisons. Il figure à l'inventaire suisse des biens culturels d'importance nationale et régionale et est visité par environ 15 000 personnes par an.

## Histoire

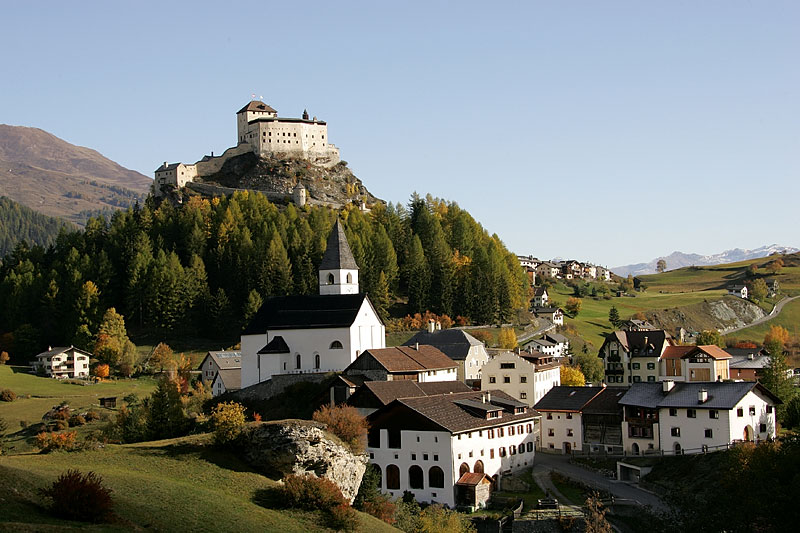
Village et château de Tarasp.

### Moyen Âge

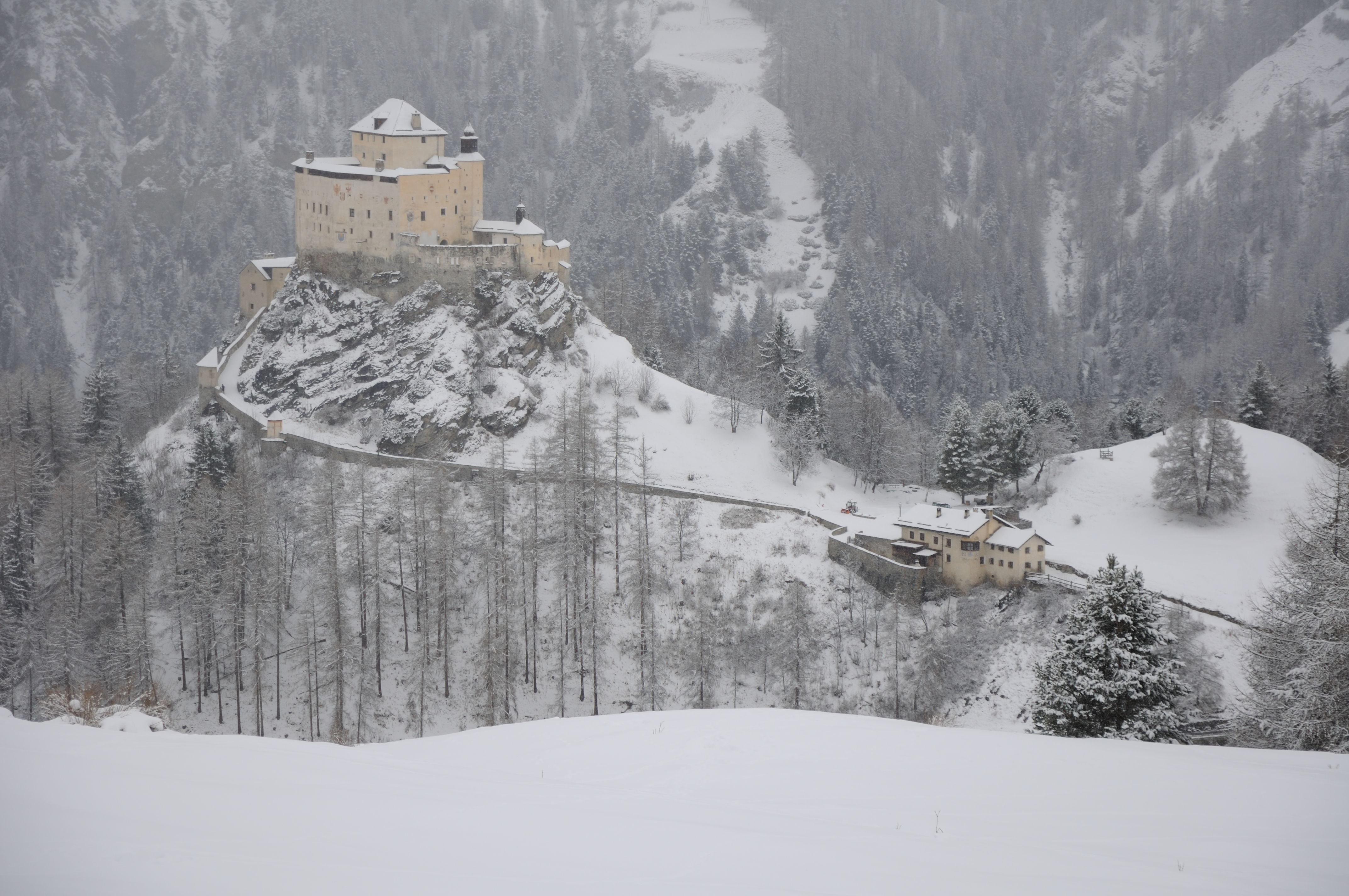
Vue du château en hiver.

La première mention du château date du XIe siècle, même si le bâtiment date probablement du Xe siècle. Le nom peut venir de terra aspera ou terre sauvage, qui peut faire référence aux nouvelles terres de la vallée de l'Inn. Les principales caractéristiques du château remontent à environ 1040, lorsque le comte Ulrich Ier le fait construire sur la colline de 100 mètres de haut et défriche pour la première fois les terrasses de la rive droite de l'Inn autour de la forteresse. Il est l'œuvre d'une famille originaire du val Venosta qui prend le nom du château en 1089 quand Ulrich von Tarasp est mentionné dans un mandat papal comme évêque de Coire, alors même que la seigneurie atteint son extension maximale avec des terres dans le Tyrol méridional, dans la Valteline et même en Bavière. Selon une autre tradition, la famille Tarasper serait originaire de Rome et de Milan, les propriétés suggèrent toutefois une origine de la région de Côme.
Entre 1087 et 1095, Ulrich II, évêque de Coire de 1089 à 1096, et ses frères et sœurs Eberhard, Gebhard et Egino von Tarasp, fondent une « maison monastère » à Scuol voisine, au pied du château, dans le cadre du programme de création d'une baronnie dans la haute vallée alpine autrefois inhabitée. À cette époque, le château se compose d'une courtine et d'une chapelle avec un clocher qui sert également de tour de guet,.
Le règne des Edelfrei de Tarasp s'étend aux biens et droits de Ftan, Scuol, Ardez, Zernez, Sent, Ramosch, Nauders, Paznaun, en Haute-Engadine, Vinschgau, Veltlin, Oberhalbstein et en Bavière. Par exemple, les seigneurs du château de Tschanüff sont attestés comme employeurs des Tarasper.
En 1146, le monastère bénédictin est dirigé par l'abbé Adelbert comme l'abbaye de Marienberg par Eberhards et le petit-neveu d'Ulrich, Ulrich III. Sa femme et la sœur d'Adelbert, Uta, ont déménagé à Burgeis dans le Val Venosta. Après 1151, Uta von Tarasp organise également la réactivation du couvent bénédictin voisin de l'abbaye Saint-Jean-des-Sœurs à Müstair. Les monastères de Müstair et de Marienburg reçoivent des dons des Tarasp dans les années qui suivent,.
Les revendications de propriété du Diocèse de Coire sur le château remontent à l'an 1160 : Ulrich III von Tarasp lègue sa part au diocèse ; le neveu d'Ulrich, Gebhard, attaque le château, vraisemblablement soutenu par les comtes de Tyrol, s'empare du château et chasse les troupes de l'évêque en 1163. Ulrich III, son cousin Egino von Matsch et l'évêque de Coire assiègent alors le château de Tarasp et obligent Gebhard à faire des compromis,. Le château devient celui de l'évêque, mais Gerhard et ses descendants tiennent le château comme leur fief. Si Gerhard mourait sans héritier, le château reviendrait à l'évêque.En 1170, Gerhard meurt de mort violente, suivi du dernier héritier mâle, Ulrich, en 1177.
Après l'expiration du règne des Tarasper en 1177, Ulrich V entre sans enfants au monastère de Marienberg. Le château et les biens changent alors plusieurs fois de mains : d'abord ils vont au diocèse de Coire et avant 1200, aux seigneurs de Reichenberg du Val Venosta, tandis que la famille Matsch hérite de l'abbaye. En 1200, l'évêque nomme la famille Reichenberg comme son avouerie ou représentant au château de Tarasp. En 1239, Swiker von Reichenberg, ignorant la prétention de l'évêque, le vend au comte Albert III de Tyrol ce qui a conduit à plusieurs conflits entre les comtes de Tyrol, les évêques de Coire et les Bündner sur le château et donc sur la suprématie en Basse-Engadine. Après 1273, la famille von Matsch, proche parente de la famille fondatrice, administre le château, d'abord comme vassal du Tyrol, et de 1363 à 1464 en tant que fief, avec une brève interruption due au règne de Frédéric VII de Toggenbourg (1422-1436). La famille Matsch déteint Tarasp pendant environ un siècle et demi. Lorsque les ducs d'Autriche héritent des terres des comtes de Tyrol en 1363, les Matsch deviennent les vassaux des Habsbourg.
Les Matsch, vogte de Vinschgau, Val Müstair et du Château de Greifenstein (Grisons) et, jusqu'en 1348, du comté de Chiavenna, de la Haute-Valteline et du Val Poschiavo, font valoir leurs droits de propriété en 1421 contre l'évêque de Coire qui conteste encore le don de 1160. Ils sont plus ou moins susceptibles d'avoir donné au château son aspect actuel.
En 1422, Frédéric VII de Toggenbourg hérite de Tarasp par l'intermédiaire de sa femme Elisabeth von Matsch, mais à sa mort en 1436, il revient à la famille Matsch.

### Temps modernes

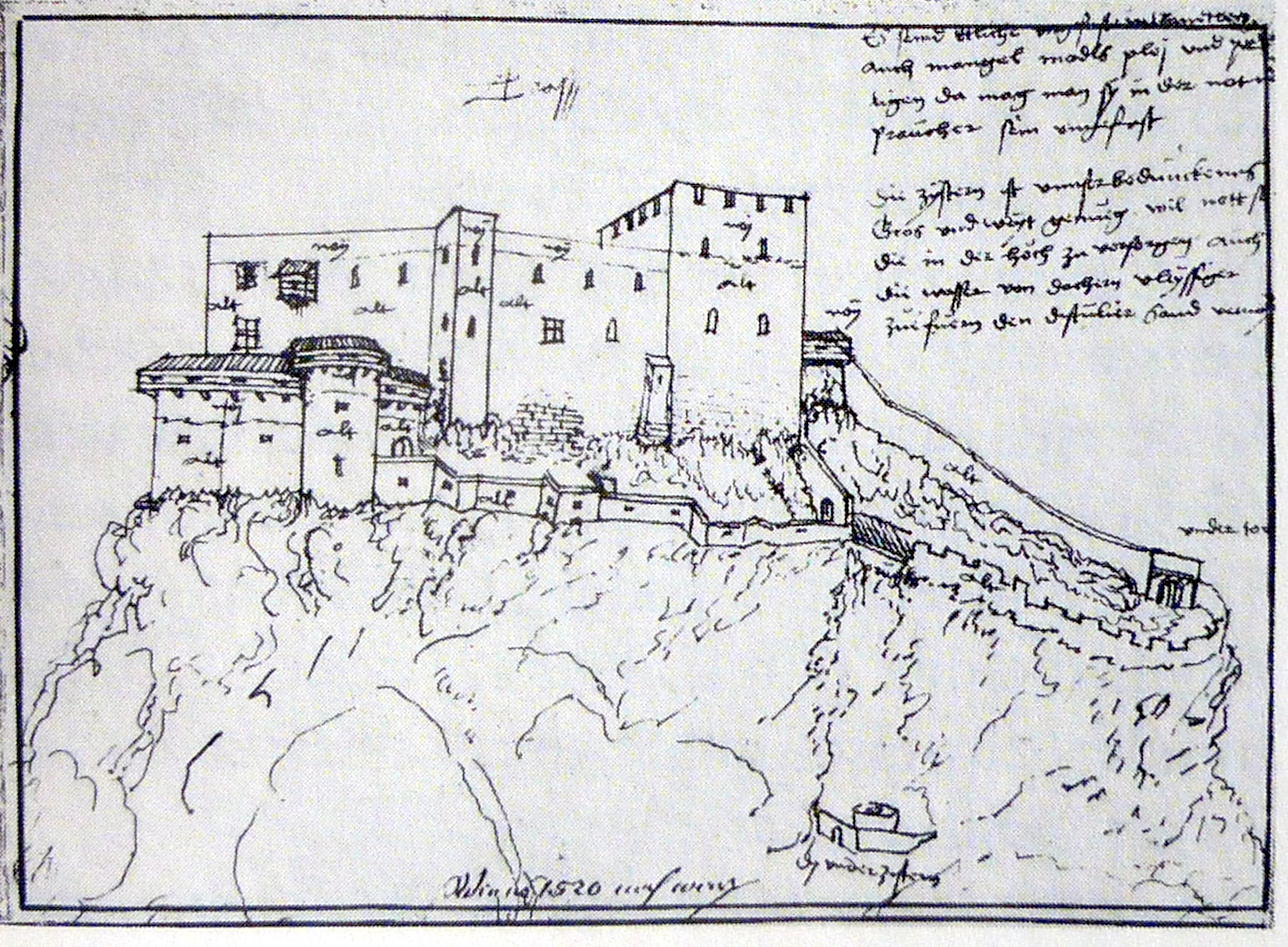
Tarasp vers 1520.

En 1464, Ulrich IX von Matsch vend le château à Sigismond d'Autriche pour 2000 florins. Tarasp est de fait possession autrichienne en tant que comté ce qui déclenche un soulèvement en Basse-Engadine contre l'Autriche. Un an plus tard, le comté autrichien de Tarasp est confirmé, mais les affrontements ne cessent pas. Alors que les Autrichiens ont pu conserver le contrôle de la région, les relations restent tendues entre le château et les habitants. Lorsque la Réforme protestante en Suisse est adoptée en Engadine, la situation s'aggrave. En 1548 et de nouveau en 1578, des habitants protestants attaquent et tentent de s'emparer du château.
Au cours du XVIe siècle, le château se développe comme une forteresse frontalière et s'agrandit à sa taille actuelle. Le château de Tarasp est pris d'assaut et dévasté par les Grisons en 1612 : malgré des fortifications supplémentaires, ils réussissent à incendier Tarasp. La tourmente de Bündner en 1620-1635 et un coup de foudre en 1625 frappent durement le château ;  ce dernier tue la fille du représentant autrichien. En 1648, avec la fin de la guerre de Trente Ans, l'État libre des Trois Ligues obtient son indépendance vis-à-vis du Saint-Empire romain germanique. Alors que le reste de la Basse-Engadine se rachète finalement à l'Autriche quatre ans plus tard, Tarasp reste chez les Habsbourg.
Les armoiries autrichiennes sur les murs du château et l'inscription « Hie Estereih » racontent encore cette époque de tensions entre la Ligue de la Maison-Dieu protestante, fondée en 1367 par le diocèse de Coire comme contrepoids à l'expansion des Habsbourg, et l'Autriche catholique qui n'émergera qu'au XVIIIe siècle.
En 1687, Tarasp est donné aux princes de Dietrichstein de Mikulov en Moravie en tant que fief impérial héréditaire, mais la souveraineté fiscale reste à la maison de Habsbourg. Au cours des siècles suivants, Tarasp est occupée par un certain nombre d'administrateurs, mais reste sous contrôle autrichien. Au XVIIIe siècle, Tarasp est le seul territoire autrichien en Suisse. Tout au long de cette période, le château est régulièrement agrandi et rénové jusqu'à son aspect actuel. En 1714-1716, les princes von Dietrichstein font effectuer d'importants travaux de rénovation. Les derniers travaux d'entretien sont enregistrés de 1722 à 1732.
Après l'Invasions françaises de la Suisse en 1792 et 1798 et la création de la République helvétique en 1803, le château est pris aux Autrichiens et attribué par Napoléon Ier à la République helvétique, dernière enclave autrichienne en Suisse, par le Recès d'Empire de 1803 dans le cadre de la réorganisation du Saint Empire romain germanique. Quelques mois plus tard, lorsque la République s'effondre, le château est transféré dans le nouveau canton des Grisons. La forteresse perd son importance stratégique ; le château est habité jusqu'en 1815 environ.
Vers 1815, le château est abandonné et tombe rapidement en ruine. Initialement, le canton prévoyait de le transformer en prison, mais finalement abandonne l'idée car trop chère et commence à chercher un acheteur. Il vend le château délabré au Landammann Men Marchi de Scuol en 1829 pour moins de 5 000 francs. Par l'intermédiaire de ses héritiers, le château passe à Gregor Pazeller von Tarasp en 1840, et à Caspar de S. Jon de Tarasp, un an plus tard. Le bâtiment va alors, pendant les décennies suivantes, passer entre de nombreuses mains pour être finalement totalement pillé et abandonné.

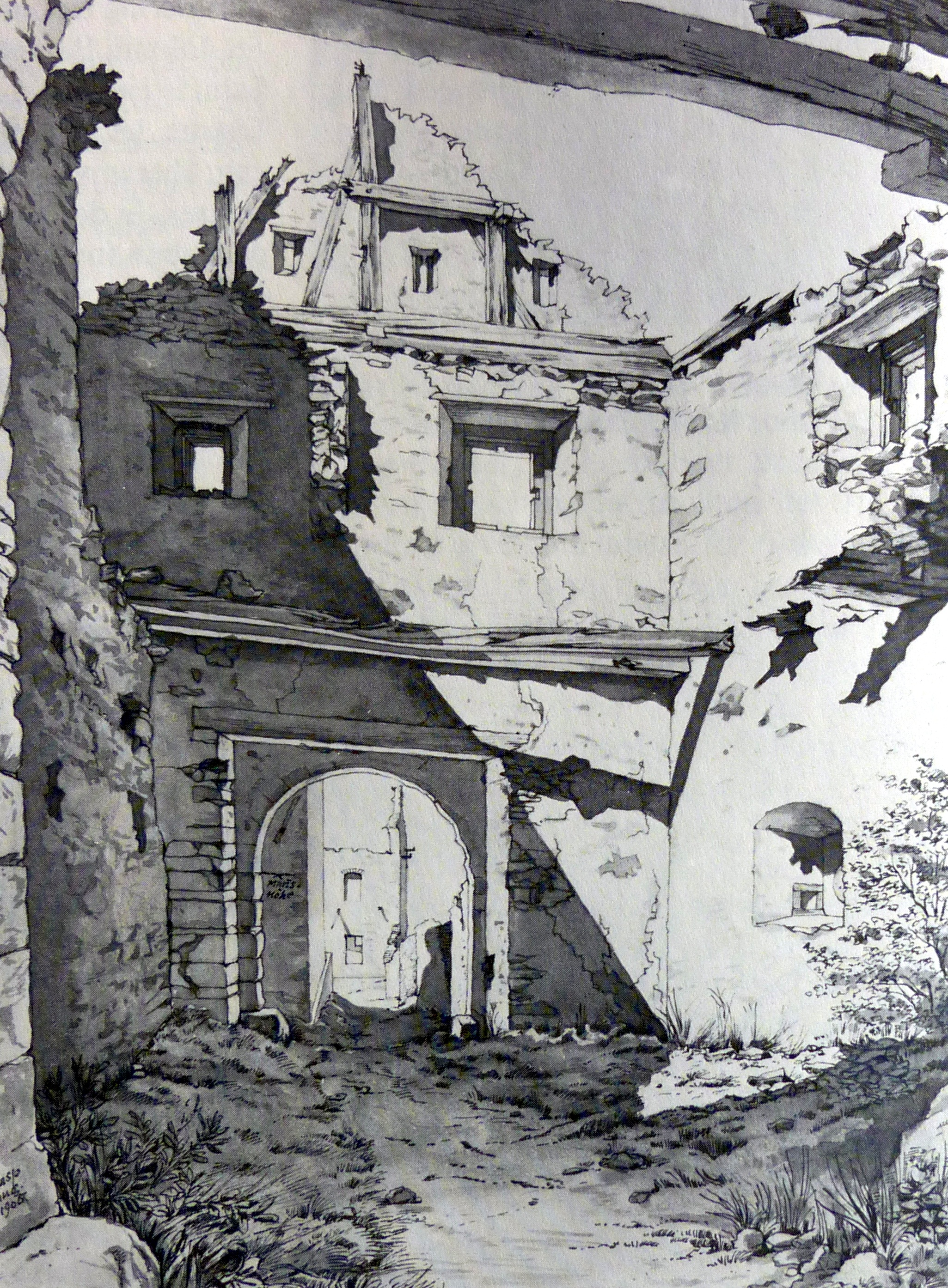
Intérieur de la guérite en 1904.

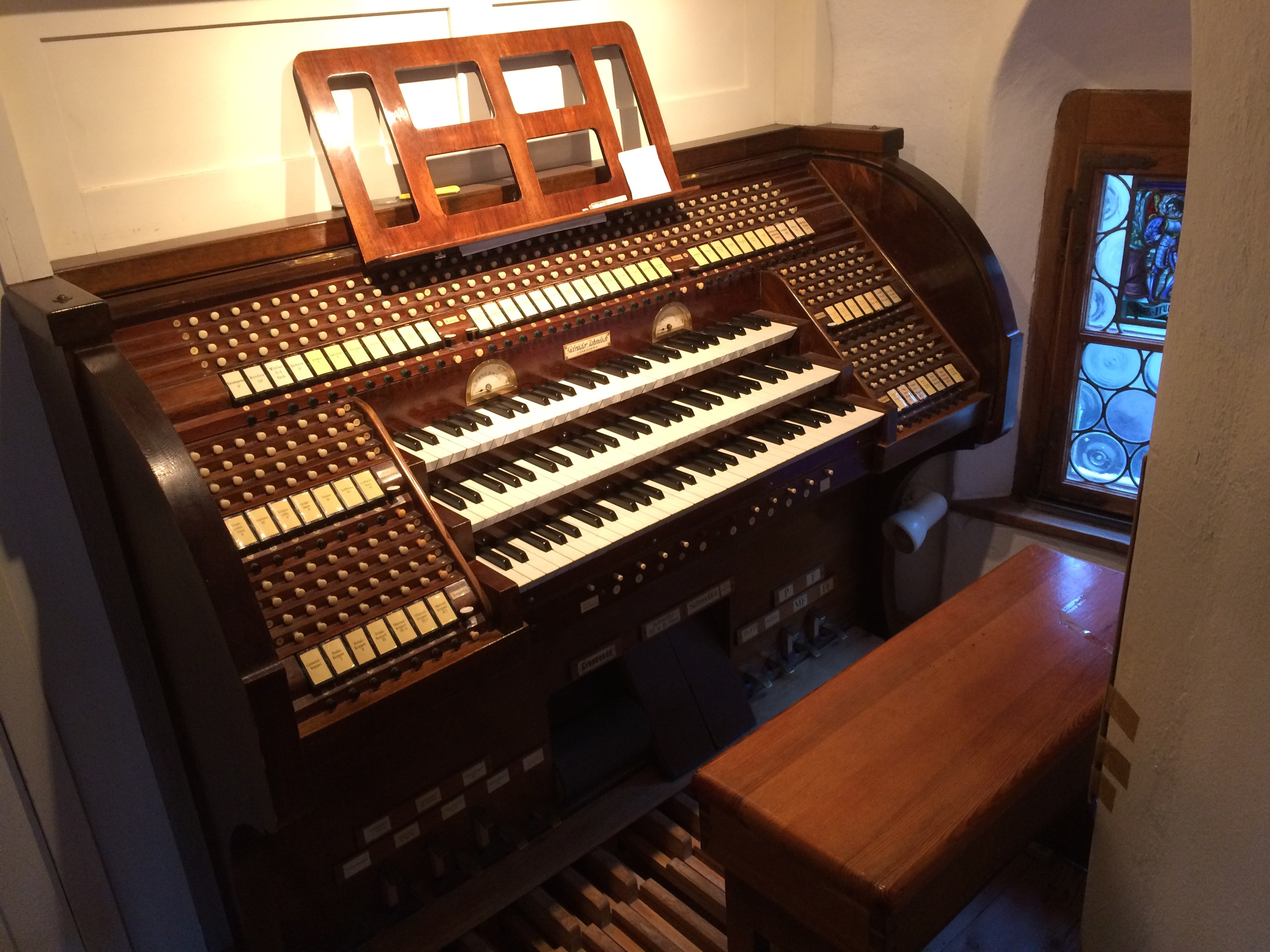
Orgue de Karl August Lingner.

Le conseiller national Andreas Rudolf von Planta-Samedan l'achète pour 1 100 francs en 1856, commence à le réparer et remplace le toit endommagé. Son fils R. U. von Planta le vend en 1900 dans un état proche de la ruine pour CHF 20'000 à l'industriel et mécène de Dresde Karl August Lingner, l'inventeur du bain de bouche Odol (de), qui l'a découvert lors d'un séjour thermal à Tarasp-Vulpera. De 1907 à 1916, il le fait restaurer, sous la supervision de l'historien de l'art Kuno Ferdinand Graf von Hardenberg, par l'expert du château Johann Rudolf Rahn, dans le style de l'historicisme ; un orgue de concert est installé dans l'armurerie et un parc aménagé sur la colline.
À sa mort le 5 juin 1916, Lingner lègue le château au roi Frédéric-Auguste III qui refuse l'héritage parce que, selon le testament, il aurait dû vivre dans le château pendant une certaine période chaque année. Le château revint au Grand-Duc Ernest-Louis de Hesse. En 1919, après la proclamation de la république, il est convenu entre l'État populaire de Hesse et le grand-duc démissionnaire que le château de Tarasp deviendrait la propriété privée d'Ernst Ludwig. Il est transformé en musée en 1919 et ouvert au public qui peut en particulier y assister à des concerts d'orgue sur l'orgue historique en bois qui dispose de 3 000 tuyaux. Après la mort d'Ernst Ludwig, le château passe à son fils Louis de Hesse-Darmstadt. Son mariage avec Margaret Campbell Geddes reste sans enfant, de sorte qu'après sa mort, le château tombe aux mains des héritiers de la Maison de Hesse et reste en leur possession jusqu'en 2016.
En 2004, la famille de Hesse annonce qu'elle veut vendre le château. En 2008, elle signe un accord de vente de quatre ans avec la communauté d'alors de Tarasp, qui est prolongé de deux ans en 2012. La municipalité de Tarasp accepte d'étudier son achat et sa transformation en une attraction culturelle et touristique. En novembre 2010, la Fundaziun Chastè da Tarasp est créée pour rechercher des financements et administrer le château après son achat, avec la nécessité de lever 15 millions de francs pour l'acquisition du château par la fondation,,. La fondation a pour mission d'entretenir le château avec la communauté, de le transformer en centre de formation et de conférence, de le moderniser de manière modérée et de le rendre accessible à un public plus large. Après l'échec de la Fondation à lever des fonds, le château est fermé.

Photo aérienne de Walter Mittelholzer (1925).

En 2015, l'artiste suisse Not Vital annonce qu'il achètera le château. Le 30 mars 2016, le château devient la propriété de l'artiste engadinois pour CHF 7,9 millions, qui depuis cherche à en faire une attraction culturelle d’importance nationale et internationale grâce à l’art contemporain, un parc de sculptures et un espace public. Vital, qui souhaite moderniser le château en termes de tourisme culturel, doit recevoir une subvention annuelle de 200 000 CHF pour couvrir les frais de fonctionnement de la commune de Scuol jusqu'en 2030 . Plus tard, le château sera transféré à une fondation.

## Description

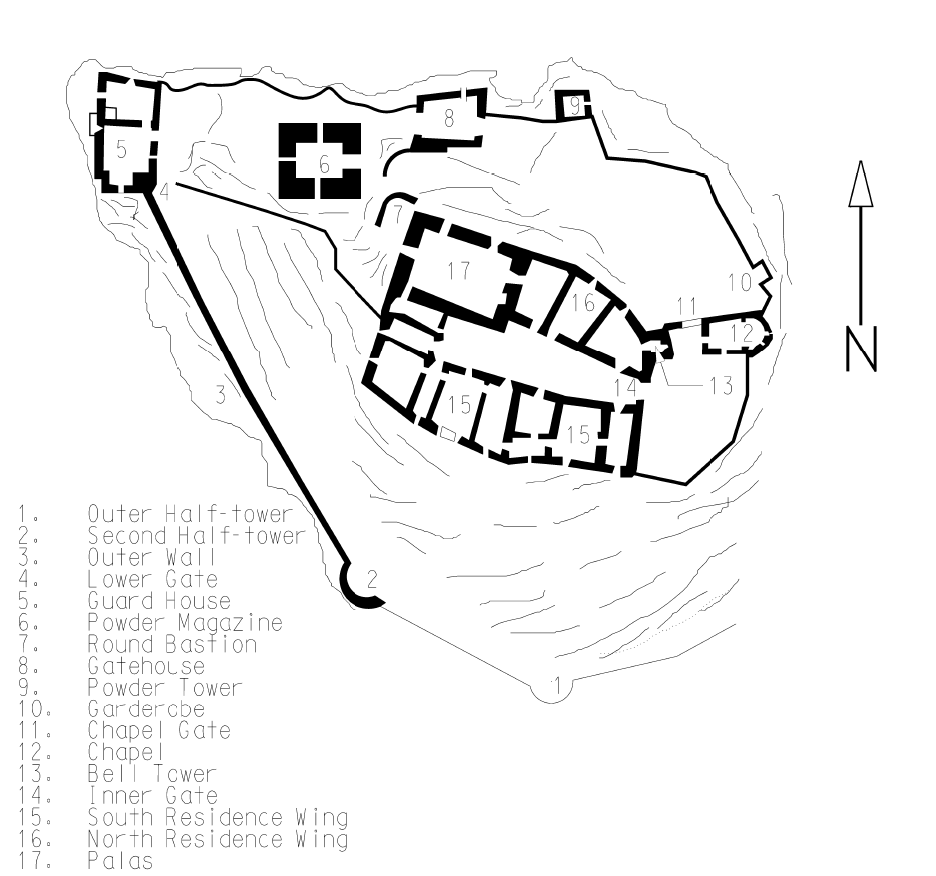
Plan.

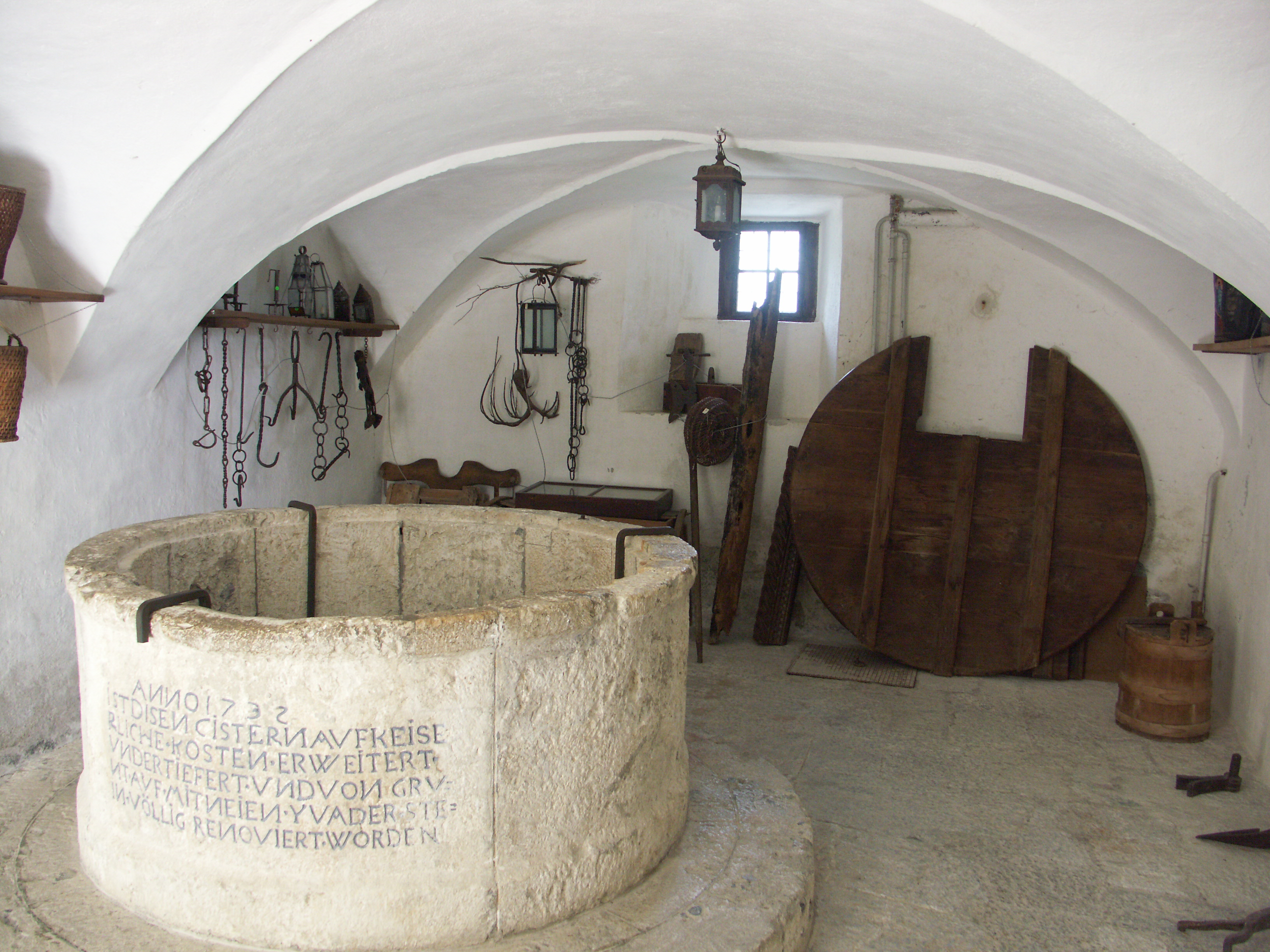
Vue intérieure.

La colline du château s'élève au-dessus d'une terrasse sur le côté droit de l'Inn (rivière). À ses pieds se trouvent les hameaux de Sparsels, Fontana, Florins et Sgnè - qui formaient la commune de Tarasp jusqu'à fin 2014 - ainsi que le Taraspersee (en romanche : Lai da Tarasp).
L'ensemble du château qui domine la vallée se compose d'un château supérieur, d'un château inférieur et d'une entrée fortifiée. Le château supérieur se compose du château principal, d'une aile sud et d'une aile nord, de créneaux et de la citerne, les bâtiments d'habitation sont regroupés autour d'une cour intérieure. Le château inférieur, qui s'étend au nord du château supérieur à la manière d'une terrasse, se compose d'un corps de garde, de tours à poudre, d'une guérite, d'une chapelle et d'un campanile.
Les premières fortifications du site sont un mur d'enceinte et une partie de la chapelle et son clocher. Au XIIIe siècle, un grand « palais médiéval » avec des murs épais de 2 m est construit à l'ouest de la chapelle, devenant le centre du château. Les ailes résidentielles sont probablement également construites au XIIIe siècle. Aux XVIe et XVIIe siècles, le château est attaqué à plusieurs reprises et incendié deux fois. Les ailes de la résidence sont notamment reconstruites et rénovées à plusieurs reprises au cours de ces siècles. Les étages inférieurs reçoivent des plafonds voûtés, de nouvelles fenêtres sont taillées dans les parois rocheuses et décorées de bois.
La chapelle est intégrée dans le mur d'enceinte qui entoure le château. L'abside est décorée de peintures du XIIe siècle, dont il ne reste que des fragments. L'intérieur est rénové au XVIIe siècle. Le clocher-tour a probablement été construit comme une tour d'église et une tour de guet. Il mesure cinq étages et est couronné d'un clocher à bulbe baroque en forme d'oignon.
Le zwinger (cour extérieure entourée de murailles défensives) et deux demi-tours ont probablement été construits au XVIe siècle pour protéger le château des attaques.
Le château est rénové en 1714-15 et à nouveau en 1732.
Les murs extérieurs sont recouverts de plâtre blanc et sont décorés d'armoiries de la fin du XVe siècle. Ces peintures étaient encore visibles en 1900 mais se sont depuis fanées. Cependant, quelques-unes ont été restaurées lors de récentes restaurations. Le château compte une centaine de pièces.
Lorsque le Dr Karl Lingner achète le château en 1900, il entreprend une restauration complète du château sous la direction du professeur Rudolf Rahn. Il place un grand orgue construit par la manufacture Jehmlich de Dresde en 1915/16, dans l'ancienne armurerie, dont la tuyauterie est répartie dans plusieurs salles contiguës. Le son atteint la salle de bal à travers des canaux sonores et des grilles décoratives ; la console à trois claviers se trouve dans une chambre attenante. L'instrument est à traction pneumatique avec des sommiers à cônes et compte 37 jeux réels (il a été restauré en 1993). Le Dr Karl Lingner achète des meubles aux maisons nobles dispersées dans les Grisons et le Tyrol pour meubler le château. Il meurt subitement le 5 juin 1916 sans jamais l'habiter.